# Francis Parkman
Francis Parkman, jr. (Boston, 16 september 1823 - aldaar, 8 november 1893) was een Amerikaans historicus, schrijver en tuinbouwkundige. Hij is bekend als de schrijver van The Oregon Trail: Sketches of Prairie and Rocky-Mountain Life (1847) over zijn twee maanden durende reis door het Amerikaanse Westen, waarbij hij slechts een derde van het Oregon Trail aflegde, en het meerdelige France and England in North America (1865-1892) over de Europese kolonisatie van Noord-Amerika. Als tuinbouwkundige was Parkman korte tijd professor aan Harvard.